# Herbert McGregor
Herbert A. McGregor (ur. 13 września 1981) – jamajski lekkoatleta specjalizujący się w skoku w dal i sztafecie 4 × 100 metrów. Na Igrzyskach Ameryki Środkowej i Karaibów 2006 drużynowo zdobył brązowy medal w sztafecie 4 × 100 metrów z czasem 39,45s, a także zajął 4. miejsce w skoku w dal z wynikiem 7,78m. Na Mistrzostwach Ameryki Środkowej i Karaibów zdobył srebrny medal w skoku w dal z wynikiem 7,90m. Reprezentował Jamajkę na igrzyskach olimpijskich w 2008 w skoku w dal, gdzie odpadł w eliminacjach z wynikiem 7,64m zajmując 30. miejsce. Jego rekordem życiowym w skoku w dal jest wynik 8,08m osiągnięty 8 maja 2008 w Fort-de-France na Martynice.

## Osiągnięcia
| Rok  | Impreza                                  | Konkurencja             | Miejsce             | Lokata      | Wynik  |
| ---- | ---------------------------------------- | ----------------------- | ------------------- | ----------- | ------ |
| 2005 | Mistrzostwa Ameryki Środkowej i Karaibów | Skok w dal              | Nassau              | 5. miejsce  | 7,56m  |
| 2006 | Igrzyska Ameryki Środkowej i Karaibów    | Sztafeta 4 × 100 metrów | Cartagena de Indias | 3. miejsce  | 39,45s |
| 2006 | Igrzyska Ameryki Środkowej i Karaibów    | Skok w dal              | Cartagena de Indias | 4. miejsce  | 7,78m  |
| 2008 | Mistrzostwa Ameryki Środkowej i Karaibów | Skok w dal              | Cali                | 2. miejsce  | 7,90m  |
| 2008 | Letnie igrzyska olimpijskie              | Skok w dal              | Pekin               | 30. miejsce | 7,64m  |
| 2011 | Igrzyska Panamerykańskie                 | Skok w dal              | Guadalajara         | 14. miejsce | 7,46m  |